# Sten Sture il Vecchio
Sten Sture il Vecchio (Sten Sture den äldre) (1440 – 1503) governò la Svezia durante l'Unione di Kalmar tra il 1470 e il 1497 e dal 1501 al 1503.

## Biografia
Nacque intorno al 1440, figlio di Gustavo Anundsson della famiglia Sture e di Brigitta Stensdotter Bielke, sorellastra del futuro Re Carlo VIII di Svezia. Si sposò con Ingeborg Tott nel 1476, ma il matrimonio rimase senza discendenza. Secondo il sistema di successione, il padre di Sten Sture discendeva dal Re Sverker II di Svezia.
Alla Battaglia di Brunkeberg, nel 1471, trionfò contro le forze svedesi e danesi in aiuto di Cristiano I di Danimarca. Questa vittoria elevò Sture alla posizione di salvatore della nazione. La scultura San Giorgio e il drago creata dallo scultore tedesco Bernt Notke a Stoccolma fu ideata per commemorare l'evento.
Durante il regno di Sture e anche grazie al suo sostegno, avvenne la fondazione della prima università di Svezia, l'Università di Uppsala, fondata nel 1477 dall'arcivescovo Jakob Ulvsson.
Sten Sture giunse al potere alla morte di Carlo VIII e consolidò la sua posizione con la vittoria di Brunkeberg. Per un quarto di secolo governò la Svezia rendendo la reggenza quasi un suo diritto. Era sostenuto dai contadini e dalla bassa nobiltà. Fu obbligato a dimettersi dal Re Giovanni di Danimarca, che conquistò rapidamente la Svezia nel 1497. Nonostante questo, durante un'altra ribellione contro i danesi nel 1501, Sten Sture tornò al potere, guidando la battaglia svedese per l'indipendenza. Governò di nuovo fino alla sua morte. 
I suoi parenti più prossimi e gli eredi erano quelli della sorella, la Casata di Vasa. Il pronipote, il futuro re Gustavo I di Svezia era nato alcuni anni prima della morte di Sten. A quel tempo, comunque, nessuno della famiglia aveva esperienza politica, o faceva parte dell'élite svedese. Il Reggente Sten fu succeduto dal collega e dall'ex-nemico Svante Nilsson, nuovo reggente.